# Fromont
Pour l’article ayant un titre homophone, voir Fromond.
Pour les articles homonymes, voir Fromont (homonymie).
Fromont est une commune française située dans le département de Seine-et-Marne, en région Île-de-France.
En 2022, elle compte 230 habitants.

## Géographie

### Localisation

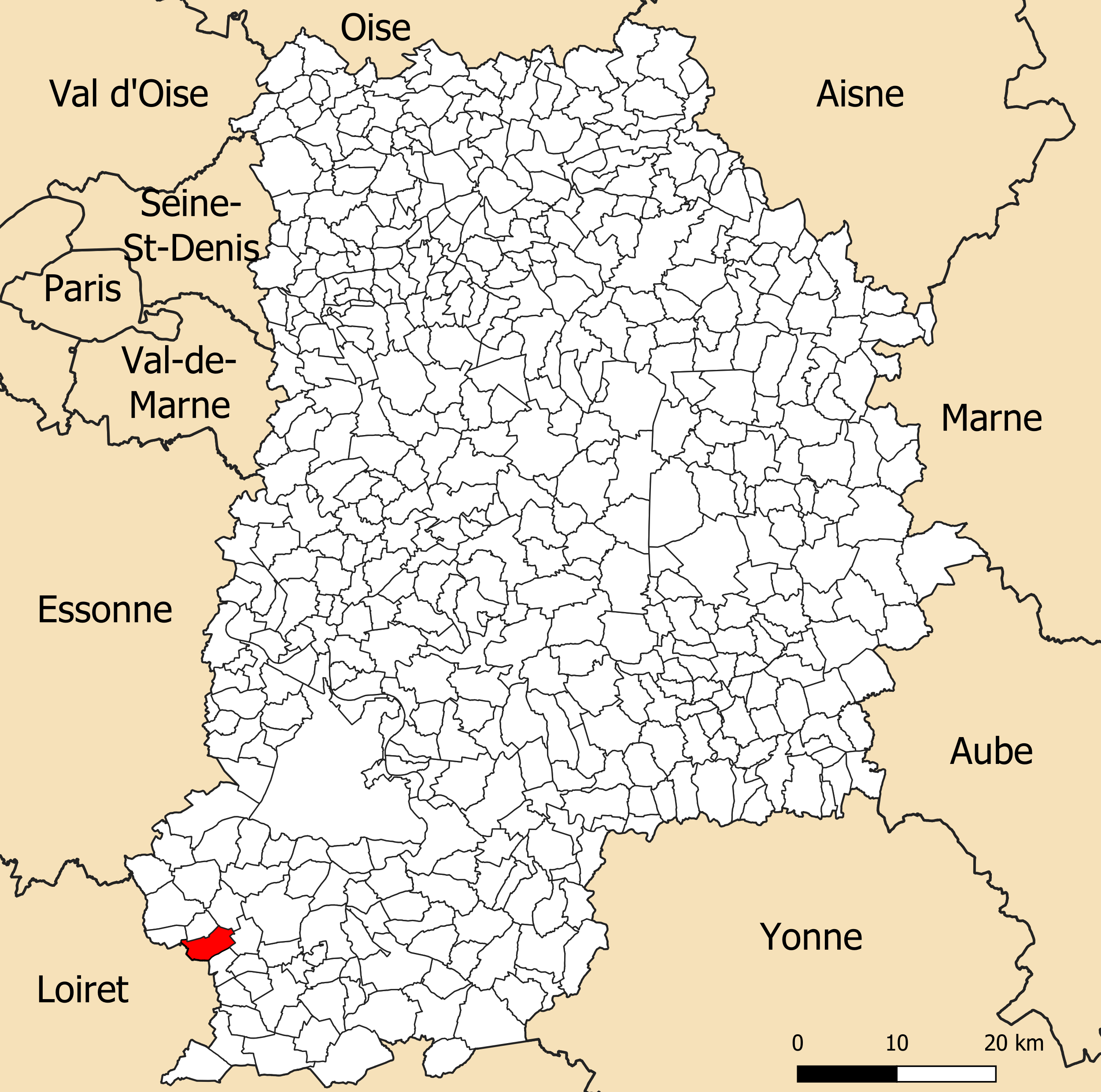
Localisation de Fromont dans le département de Seine-et-Marne.

La commune de Fromont se trouve dans le département de Seine-et-Marne, en région Île-de-France. Elle fait partie des 69 communes  du parc naturel régional du Gâtinais français (dont 33 en Seine-et-Marne).
Elle se situe à 37,50 km par la route de Melun, préfecture du département et à 22,60 km de Fontainebleau, sous-préfecture. La commune fait en outre partie du bassin de vie de Puiseaux.

### Communes limitrophes

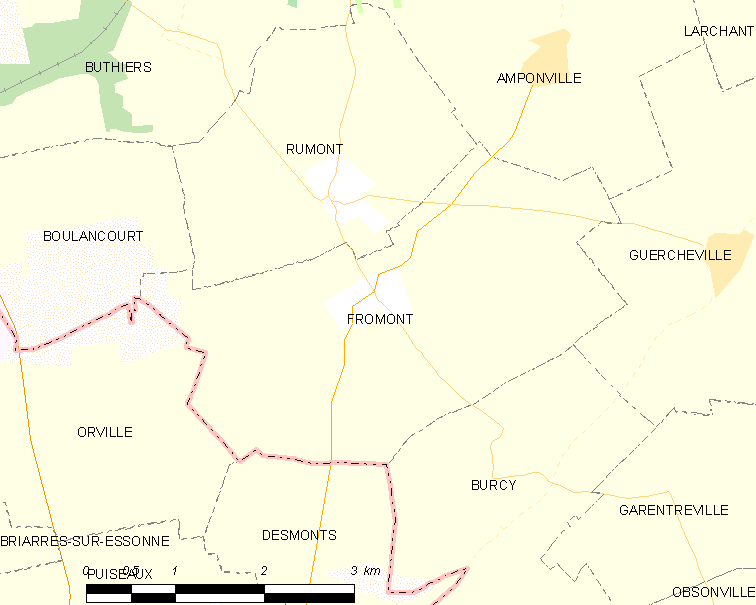
Carte des communes limitrophes de Fromont.

Les communes les plus proches sont : 
Rumont (1,1 km), Burcy (2,3 km), Amponville (3,2 km), Desmonts (3,3 km), Garentreville (4,0 km), Guercheville (4,0 km), Boulancourt (4,9 km), Augerville-la-Rivière (5,0 km).
| Boulancourt      | Rumont            | Amponville   |
|                  | Fromont           | Guercheville |
| Orville (Loiret) | Desmonts (Loiret) | Burcy        |

### Géologie et relief
Le village est situé sur une colline. L'altitude varie de 107 mètres à 142 mètres pour le point le plus haut, le centre du bourg se situant à environ 139 mètres d'altitude (mairie).
Le territoire de la commune se situe dans le sud du Bassin parisien, plus précisément au nord de la région naturelle du Gâtinais.
Géologiquement intégré au Bassin parisien, qui est une région géologique sédimentaire, l'ensemble des terrains affleurants de la commune sont issus de l'ère géologique Cénozoïque (des périodes géologiques s'étageant du Paléogène au Quaternaire),.

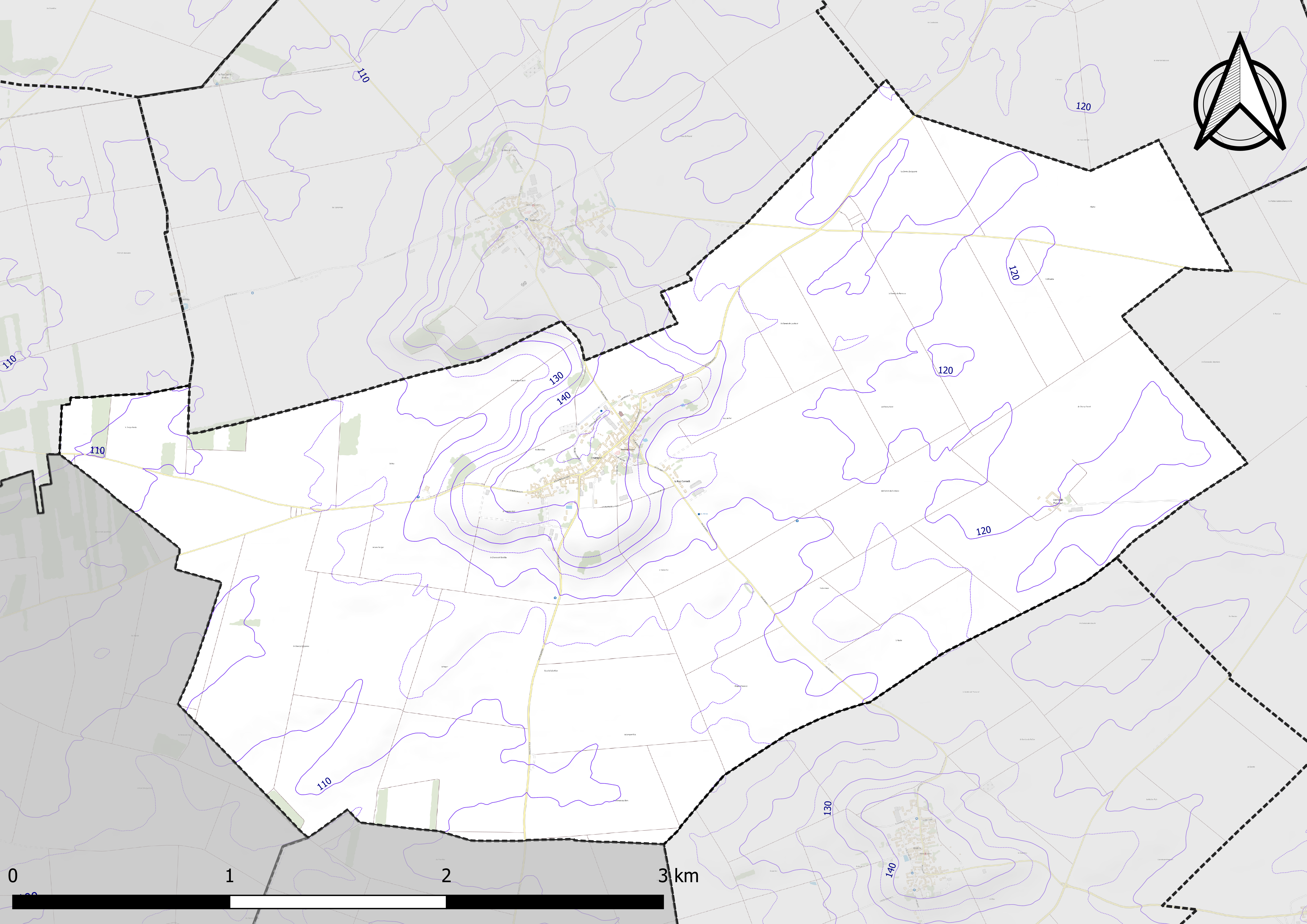
Carte du relief de Fromont.
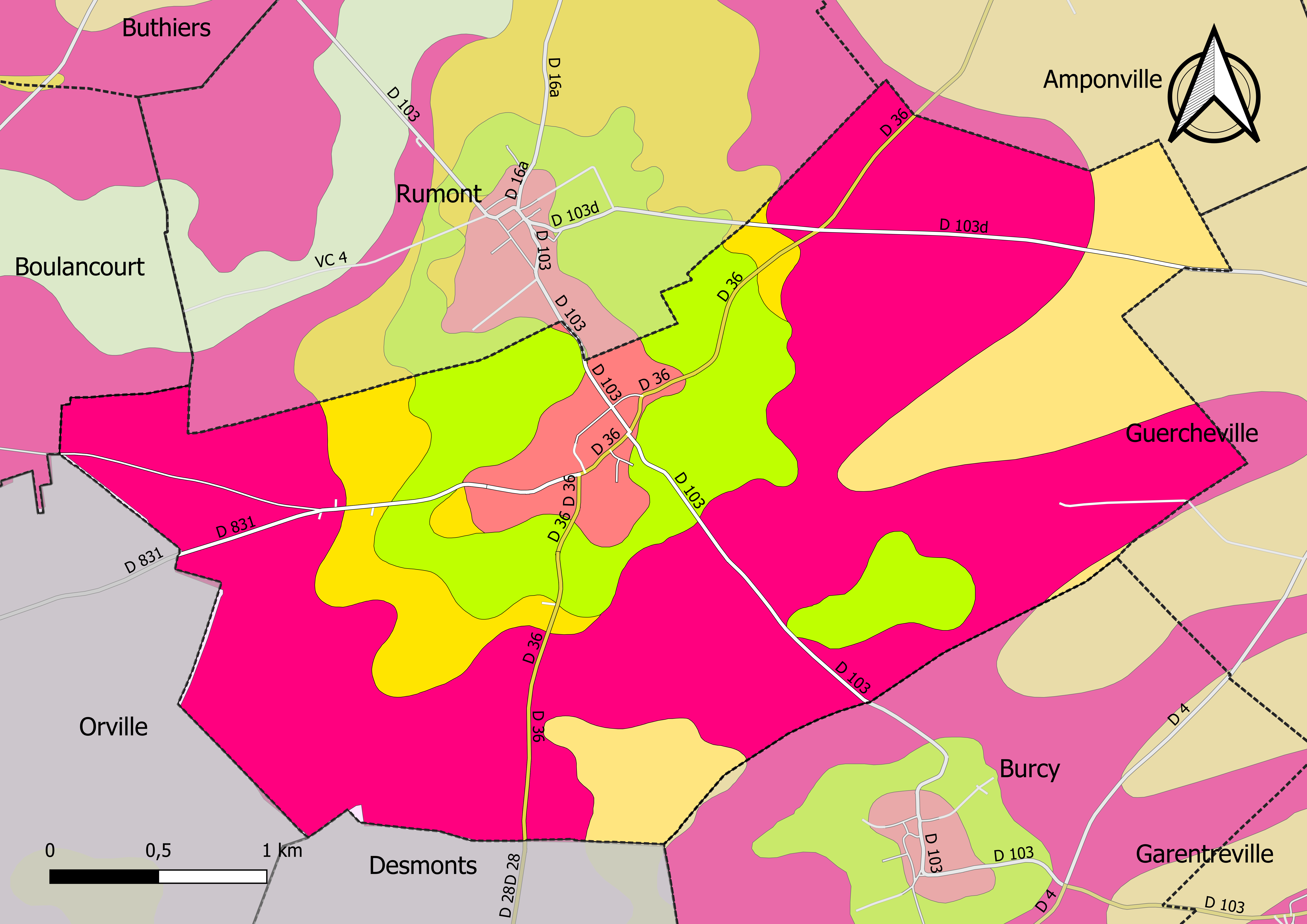
Carte géologique vectorisée et harmonisée de Fromont.

|  | CF : | Colluvions de versant et de fond de vallon.        |
|  | LP : | Limon des plateaux de composition argilo-marneuse. |

|  | m1CPi : | Calcaire de Beauce, Calcaire de Pithiviers (Loiret).                 |
|  | m1MG :  | Molasse du Gâtinais, marnes vertes de Neuville-sur-Essonne (Loiret). |

|  | g1CE : | Calcaire d'Étampes, meulières, marnes, calcaires du Gâtinais. |

La commune est classée en zone de sismicité 1, correspondant à une sismicité très faible.

### Hydrographie
La commune n’est traversée par aucun cours d'eau.

### Climat
Pour des articles plus généraux, voir Climat de l'Île-de-France et Climat de Seine-et-Marne.
En 2010, le climat de la commune est de type climat océanique dégradé des plaines du Centre et du Nord, selon une étude du CNRS s'appuyant sur une série de données couvrant la période 1971-2000. En 2020, Météo-France publie une typologie des climats de la France métropolitaine dans laquelle la commune est exposée à un climat océanique altéré et est dans la région climatique Sud-ouest du bassin Parisien, caractérisée par une faible pluviométrie, notamment au printemps (120 à 150 mm) et un hiver froid (3,5 °C).
Pour la période 1971-2000, la température annuelle moyenne est de 10,7 °C, avec une amplitude thermique annuelle de 15,3 °C. Le cumul annuel moyen de précipitations est de 689 mm, avec 10,6 jours de précipitations en janvier et 7,5 jours en juillet. Pour la période 1991-2020, la température moyenne annuelle observée sur la station météorologique la plus proche, située sur la commune de Saint-Pierre-lès-Nemours à 13 km à vol d'oiseau, est de 11,4 °C et le cumul annuel moyen de précipitations est de 697,6 mm,. Pour l'avenir, les paramètres climatiques de la commune estimés pour 2050 selon différents scénarios d'émission de gaz à effet de serre sont consultables sur un site dédié publié par Météo-France en novembre 2022.

### Milieux naturels et biodiversité

#### Espaces protégés
La protection réglementaire est le mode d’intervention le plus fort pour préserver des espaces naturels remarquables et leur biodiversité associée,.
Dans ce cadre, la commune fait partie d'un espace protégé, le Parc naturel régional du Gâtinais français, créé en 1999 et d'une superficie de 75 567 ha. D’une grande richesse en termes d’habitats naturels, de flore et de faune, il est un maillon essentiel de l’Arc sud-francilien des continuités écologiques (notamment pour les espaces naturels ouverts et la circulation de la grande faune),.
Un autre espace protégé est présent sur la commune : la zone de transition de la réserve de biosphère « Fontainebleau et Gâtinais », créée en 1998 et d'une superficie totale de 150 544 ha (95 595 ha pour la zone de transition). Cette réserve de biosphère, d'une grande biodiversité, comprend trois grands ensembles : une grande moitié ouest à dominante agricole, l’emblématique forêt de Fontainebleau au centre, et le Val de Seine à l’est. La structure de coordination est l'Association de la Réserve de biosphère de Fontainebleau et du Gâtinais, qui comprend un conseil scientifique et un Conseil Education, unique parmi les Réserves de biosphère françaises,.

## Urbanisme

### Typologie
Au 1er janvier 2024, Fromont est catégorisée commune rurale à habitat dispersé, selon la nouvelle grille communale de densité à sept niveaux définie par l'Insee en 2022.
Elle est située hors unité urbaine. Par ailleurs la commune fait partie de l'aire d'attraction de Paris, dont elle est une commune de la couronne,. Cette aire regroupe 1 929 communes,.

### Occupation des sols
L'occupation des sols de la commune, telle qu'elle ressort de la base de données européenne d’occupation biophysique des sols Corine Land Cover (CLC), est marquée par l'importance des territoires agricoles (100 % en 2018), une proportion identique à celle de 1990. La répartition détaillée en 2018 est la suivante : 
terres arables (95,44 %), 
zones agricoles hétérogènes (4,56 %),.
| Type d’occupation | 1990        | 1990     | 2018        | 2018     | Bilan |
| --- | ----------- | -------- | ----------- | -------- | ----- |
| Territoires artificialisés (zones urbanisées, zones industrielles ou commerciales et réseaux de communication, mines, décharges et chantiers, espaces verts artificialisés ou non agricoles) | 0 ha        | 0,00 %   | 0 ha        | 0,00 %   | 0 ha  |
| Territoires agricoles (terres arables, cultures permanentes, prairies, zones agricoles hétérogènes)                                                                                          | 1 065,59 ha | 100,00 % | 1 065,59 ha | 100,00 % | 0 ha  |
| Forêts et milieux semi-naturels (forêts, milieux à végétation arbustive et/ou herbacée, espaces ouverts sans ou avec peu de végétation)                                                      | 0,00 ha     | 0,00 %   | 0,00 ha     | 0,00 %   | 0 ha  |

Parallèlement, L'Institut Paris Région, agence d'urbanisme de la région Île-de-France, a mis en place un inventaire numérique de l'occupation du sol de l'Île-de-France, dénommé le MOS (Mode d'occupation du sol), actualisé régulièrement depuis sa première édition en 1982. Réalisé à partir de photos aériennes, le Mos distingue les espaces naturels, agricoles et forestiers mais aussi les espaces urbains (habitat, infrastructures, équipements, activités économiques, etc.) selon une classification pouvant aller jusqu'à 81 postes, différente de celle de Corine Land Cover,,. L'Institut met également à disposition des outils permettant de visualiser par photo aérienne l'évolution de l'occupation des sols de la commune entre 1949 et 2018.

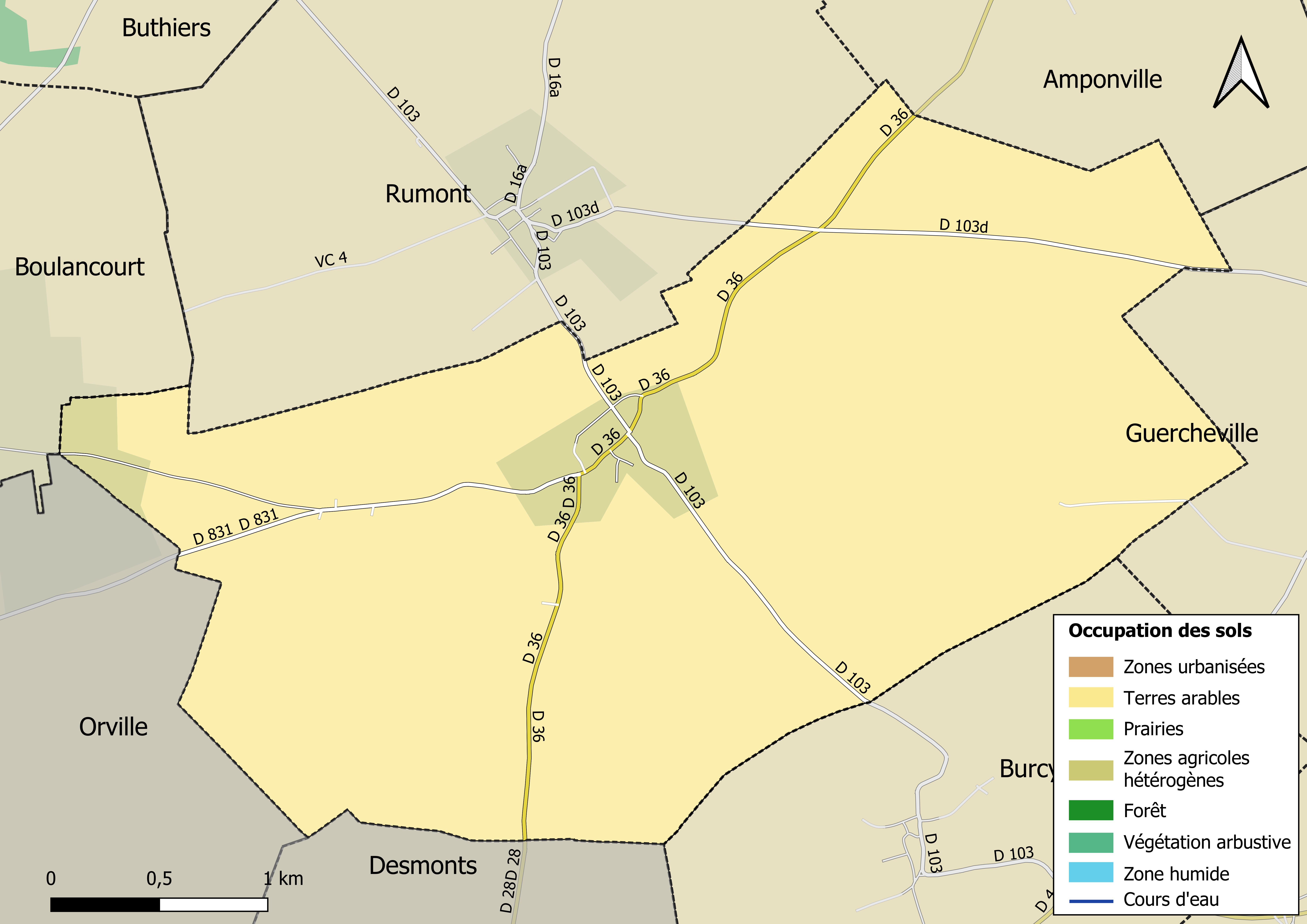
Carte des infrastructures et de l'occupation des sols en 2018 (CLC) de la commune.
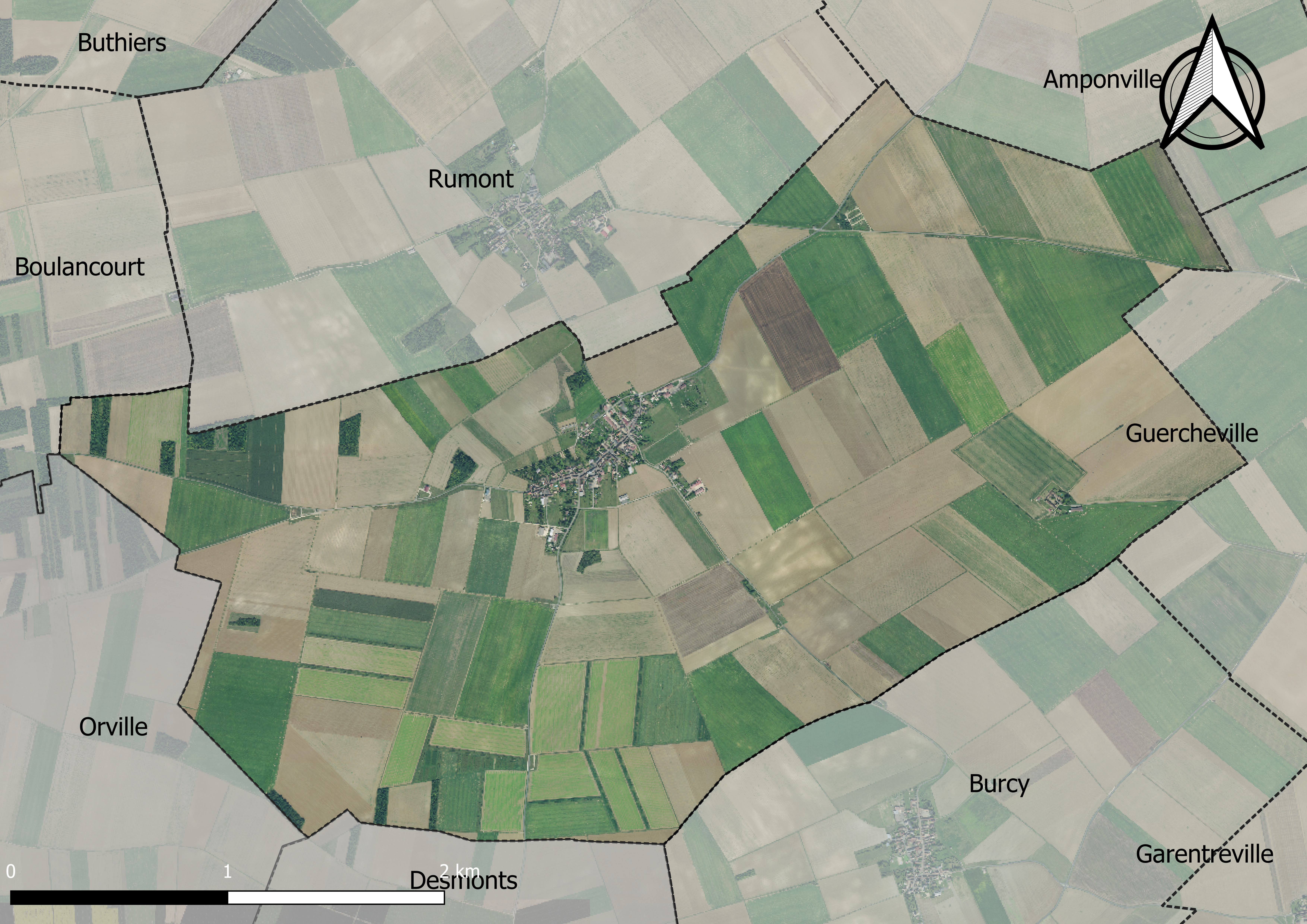
Carte orhophotogrammétrique de la commune.

### Lieux-dits et écarts

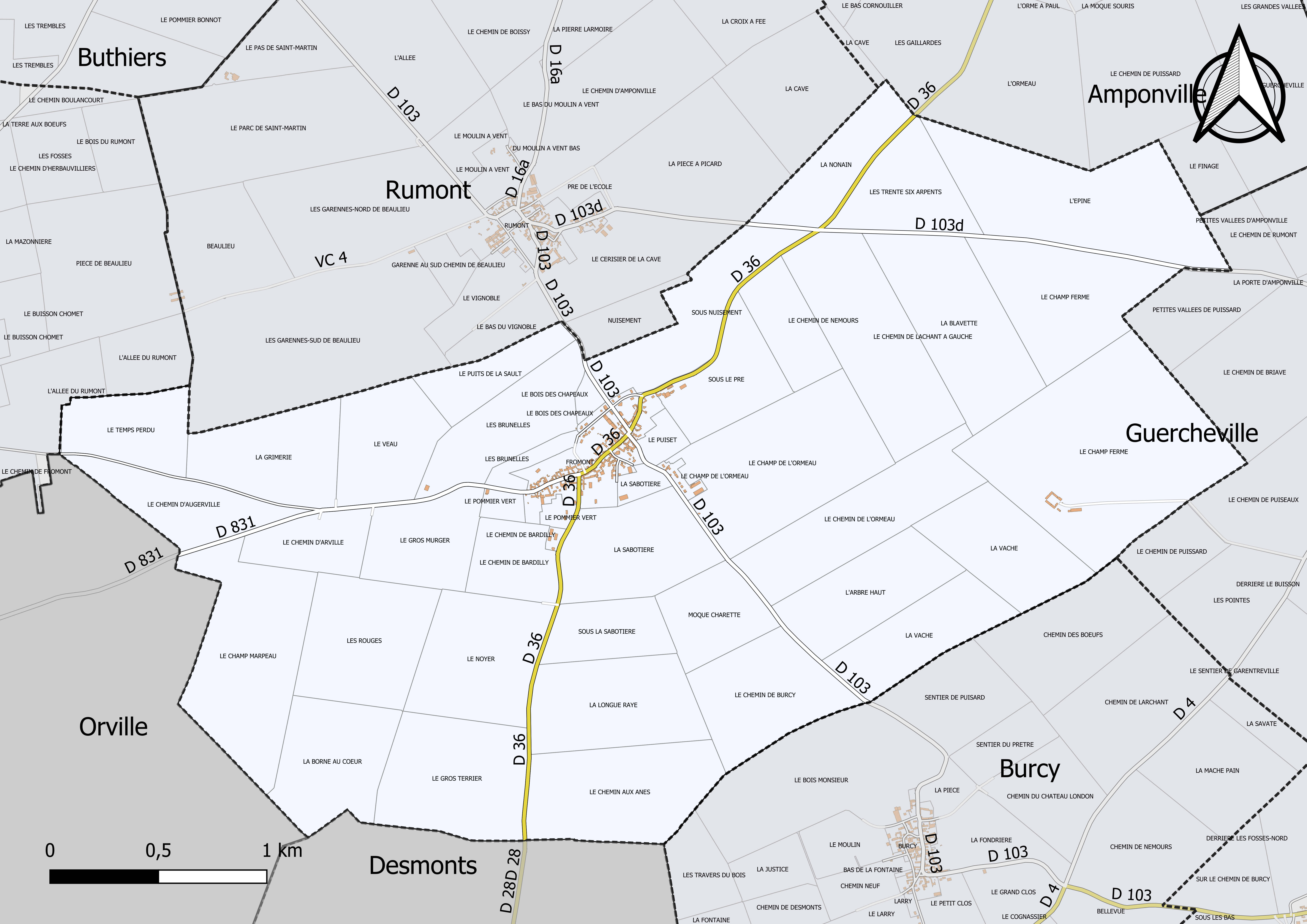
Carte du cadastre de la commune de Fromont.

La commune compte 45 lieux-dits administratifs répertoriés consultables ici (source : le fichier Fantoir) dont la Ferme du Puisard, la Rue Davault.

### Logement
En 2016, le nombre total de logements dans la commune était de 107 dont 100 % de maisons.
Parmi ces logements, 85 % étaient des résidences principales, 9,3 % des résidences secondaires et 5,6 % des logements vacants.
La part des ménages fiscaux propriétaires de leur résidence principale s’élevait à 87,9 % contre 8,8 % de locataires et 3,3 % logés gratuitement.

### Voies de communication et transports

#### Voies de communication

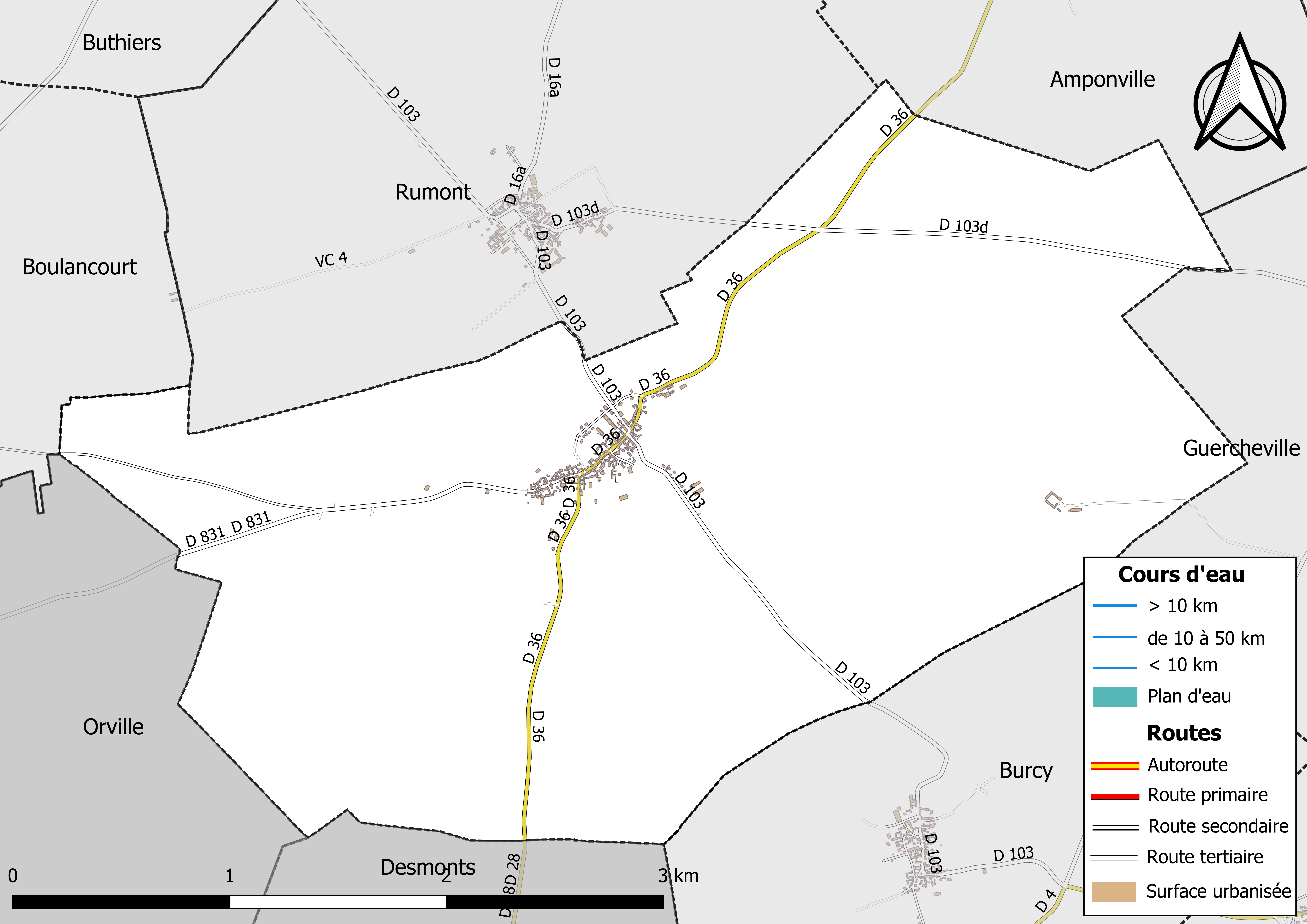
Carte des réseaux hydrographique et routier de Fromont.

Plusieurs routes départementales relient Fromont aux communes voisines :
- la D 36, à Amponville, au nord-est ; et à Desmonts, au sud ;
- la D 103, à Rumont, au nord ; et à Burcy, au sud-est ;
- la D 103d, à Rumont, au nord-ouest ; et à Guercheville, à l'est.

#### Transports
Les gares ferroviaires les plus proches sont :
- la gare de Malesherbes, située à environ 10,6 kilomètres, qui est desservie par des trains de la ligne D du RER, dont elle constitue un terminus ;
- la gare de Nemours - Saint-Pierre, située à environ 16,4 kilomètres, qui est desservie par des trains de la ligne R du Transilien et par des trains TER.

La commune est desservie par deux lignes d'autocars :
- la ligne no 4003 du réseau de bus Fontainebleau - Moret, reliant La Chapelle-la-Reine à Noisy-sur-École ;
- la ligne no 4005 du réseau de bus Vallée du Loing - Nemours, reliant La Chapelle-la-Reine à Roncevaux (Buthiers).

## Toponymie
Le nom de la localité est mentionné sous les formes Fremontz en 1164 ; Freemont en 1180 ; Fromont en 1213 ; Fragilus Mons en 1299 ; Fraumont en 1367 ; Froymont en 1369 ; Fremont en 1518.

## Politique et administration

### Liste des maires
| Période                                  | Période  | Identité          | Étiquette | Qualité     |
| ---------------------------------------- | -------- | ----------------- | --------- | ----------- |
| Les données manquantes sont à compléter. |          |                   |           |             |
| 1815                                     |          | Mathurin Guignon  |           |             |
| 1821                                     |          | Fiacre Benoist    |           |             |
| 1831                                     |          | Mathurin Guignon  |           |             |
| 1839                                     |          | Fiacre Benoist    |           |             |
| 1841                                     |          | Laurent Chamault  |           |             |
| 1842                                     |          | Paul Boureille    |           |             |
| 1849                                     |          | Pierre Boiscommun |           |             |
| 1852                                     |          | Flavien Guignon   |           |             |
| 1884                                     |          | Odile Benoist     |           |             |
| 1888                                     |          | Jean-Louis Lours  |           |             |
|                                          |          |                   |           |             |
| 1985                                     | 2008     | Jean Courtois     |           |             |
| 2008                                     | 2014     | Jacky Chavanneau  |           | Agriculteur |
| 2014                                     | En cours | Dominique Mazure  |           | Agriculteur |

## Population et société

### Démographie
L'évolution du nombre d'habitants est connue à travers les recensements de la population effectués dans la commune depuis 1793. Pour les communes de moins de 10 000 habitants, une enquête de recensement portant sur toute la population est réalisée tous les cinq ans, les populations de référence des années intermédiaires étant quant à elles estimées par interpolation ou extrapolation. Pour la commune, le premier recensement exhaustif entrant dans le cadre du nouveau dispositif a été réalisé en 2006.

En 2022, la commune comptait 230 habitants, en évolution de −2,54 % par rapport à 2016 (Seine-et-Marne : +3,92 %, France hors Mayotte : +2,11 %).
| 1793 | 1800 | 1806 | 1821 | 1831 | 1836 | 1841 | 1846 | 1851 |
| ---- | ---- | ---- | ---- | ---- | ---- | ---- | ---- | ---- |
| 404  | 438  | 419  | 405  | 409  | 393  | 378  | 355  | 397  |

| 1856 | 1861 | 1866 | 1872 | 1876 | 1881 | 1886 | 1891 | 1896 |
| ---- | ---- | ---- | ---- | ---- | ---- | ---- | ---- | ---- |
| 396  | 372  | 360  | 342  | 340  | 324  | 326  | 334  | 326  |

| 1901 | 1906 | 1911 | 1921 | 1926 | 1931 | 1936 | 1946 | 1954 |
| ---- | ---- | ---- | ---- | ---- | ---- | ---- | ---- | ---- |
| 306  | 298  | 277  | 262  | 252  | 256  | 229  | 204  | 186  |

| 1962 | 1968 | 1975 | 1982 | 1990 | 1999 | 2006 | 2011 | 2016 |
| ---- | ---- | ---- | ---- | ---- | ---- | ---- | ---- | ---- |
| 194  | 168  | 145  | 141  | 158  | 157  | 222  | 212  | 236  |

| 2021 | 2022 | - | - | - | - | - | - | - |
| ---- | ---- | - | - | - | - | - | - | - |
| 236  | 230  | - | - | - | - | - | - | - |

### Enseignement
Fromont dispose d’une école élémentaire, située 3 place de l'Église.
Cet établissement public, inscrit sous le code UAI (Unité administrative immatriculée) : 0770121N, comprend 24 élèves  (chiffre du Ministère de l'Éducation nationale). Il dispose d’un restaurant scolaire.
La commune dépend de l'Académie de Créteil ; pour le calendrier des vacances scolaires, Fromont est en zone C.

## Économie

### Revenus de la population et fiscalité
En 2017, le nombre de ménages fiscaux de la commune était de 92, représentant 237 personnes et la  médiane du revenu disponible par unité de consommation  de 23 190 euros.

### Emploi
En 2017 , le nombre total d’emplois dans la zone était de 19, occupant 102 actifs  résidants.
Le taux d'activité de la population (actifs ayant un emploi) âgée de 15 à 64 ans s'élevait à 71,9 % contre un taux de chômage de 5,8 %.
Les 22,3 % d’inactifs se répartissent de la façon suivante : 7,9 % d’étudiants et stagiaires non rémunérés, 7,2 % de retraités ou préretraités et 7,2 % pour les autres inactifs.

### Entreprises et commerces
En 2015, le nombre d'établissements actifs était de 28 dont 8 dans l'agriculture-sylviculture-pêche, 1 dans l’industrie, 3 dans la construction, 12 dans le commerce-transports-services divers et 4  étaient relatifs au secteur administratif.
Ces établissements ont pourvu 9 postes salariés.

## Culture locale et patrimoine

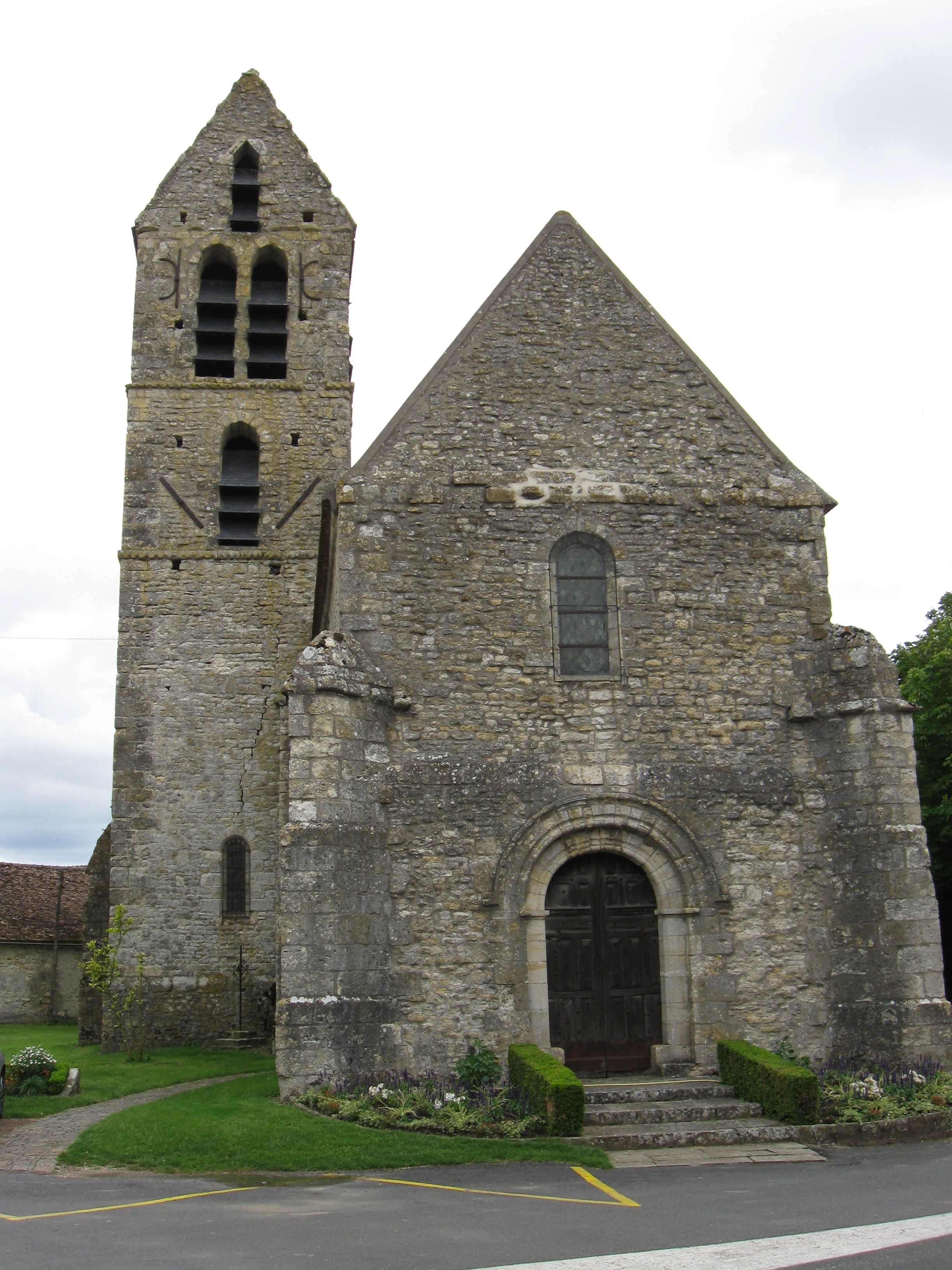
L'église Saint-Martin.

### Lieux et monuments
- Église Saint-Martin (XIIe-XVIe siècle)  Inscrit MH (1926)[45],[46].

### Personnalités liées à la commune
- Sophie Marceau y a possédé une résidence secondaire[47].